# NK Olimpija Osijek
Nogometni klub Olimpija Osijek hrvatski je nogometni klub iz Osijeka. Trenutačno se natječe u 1. ŽNL Osječko-baranjskoj.

## Povijest
Klub pod imenom Olimpija prvi se put spominje 20. ožujka 1921. u Hrvatskom listu, u izvješću utakmice u kojoj je Olimpija pobijedila Unitas rezultatom 1:0. Ostalo je zabilježeno da je klub 1921. i 1922. odigrao tek nekoliko prijateljskih utakmica, pa se pretpostavlja da je ubrzo prestao postojati. No, i iz tog kratkotrajnog djelovanja rodila se zamisao osnivanja novog kluba, pa je 7. rujna 1923. održana osnivačka skupština športskog društva, na kojoj je za prvog predsjednika odabran prvi izvršni odbor kojeg su činili: predsjednik Ervin Roscher, potpredsjednik Bogdan Sudić, tajnik Dragutin Pavetić, blagajnik Herman Verir te Jakob Blau, Franjo Gruis, Ignjo Langfelfder, Oton Svjetlošek i Stjepan Svjetlošek kao odbornici. Bilo je predviđeno da se novoosnovano društvo zove Omladinac, ali represivni organi Kraljevine SHS nisu dopustili takvo ime, pa je odlučeno da će se društvo zvati Olimpija, s obzirom na to da su već prije zabrane imena izdane značke sa slovima ŠDO (Športsko društvo Omladinac) u svrhu brze popularizacije nesuđenog Omladinca. Društvo su, osim nogometnog ogranka, činili i šahovski, biciklistički te kulturno-prosvjetni ogranak s dramskim i tamburaškim ansamblima. Za službenu boju odabrana je ljubičasta. U to su vrijeme svi klubovi imali nekakvo nacionalno i klasno obilježje, pa je tako Olimpija od osnutka bila poznata kao hrvatski klub otvoren i prema pripadnicima drugih narodnosti, jer glavni cilj bio je okupljanje građana svih slojeva.
U kolovozu 1924. uprava Olimpije tražila je primanje u Osječki nogometni podsavez, koji je to prvo odbio pravdavši se prevelikim brojem klubova u Osijeku, pa je Olimpija tek 1926. uključena u natjecanja ONP-a.
Klupske boje 1932. bile su plava i bijela.

## Treneri po sezonama
Popis trenera od samog početka djelovanja kluba ne može se sigurno utvrditi zbog nepotpune dokumentacije, što je dijelom posljedica savezničkog bombardiranja Osijeka u lipnju 1944. kad je uništena dotadašnja klupska dokumentacija.
| sezona    | trener                                                   |
| --------- | -------------------------------------------------------- |
| 1962./63. | Viktor König, Antun Nađsombat                            |
| 1963./64. | Antun Nađsombat                                          |
| 1964./65. | Antun Nađsombat                                          |
| 1965./66. | Antun Nađsombat, Ljubodrag Rajković                      |
| 1966./67. | Dragutin Boca, Petar Malčić                              |
| 1967./68. | Petar Malčić, Dragutin Boca                              |
| 1968./69. | Dragutin Boca, Franjo Rupnik                             |
| 1969./70. | Franjo Rupnik                                            |
| 1970./71. | Franjo Vertag, Dragutin Boca                             |
| 1971./72. | Branko Poznić, Ivan Varga                                |
| 1972./73. | Dragutin Boca                                            |
| 1973./74. | Dragutin Boca, Antun Barišić                             |
| 1974./75. | Antun Barišić                                            |
| 1975./76. | Dragutin Boca                                            |
| 1976./77. | Dragutin Boca, Ivica Rukavina                            |
| 1977./78. | Ivica Rukavina                                           |
| 1978./79. | Ivica Rukavina                                           |
| 1979./80. | Ivica Rukavina                                           |
| 1980./81. | Đuro Beši, Vlatko Konjevod                               |
| 1981./82. | Ivica Rukavina                                           |
| 1982./83. | Ivica Rukavina                                           |
| 1983./84. | Ivica Rukavina                                           |
| 1984./85. | Petar Kolak, Zdenko Kurtović                             |
| 1985./86. | Zdravko Koprivnjak                                       |
| 1986./87. | Zdravko Koprivnjak                                       |
| 1987./88. | Zdravko Koprivnjak, Vlado Liović                         |
| 1988./89. | Vlado Liović                                             |
| 1989./90. | Vlado Liović                                             |
| 1990./91. | Ivica Rukavina, Božo Galić/Goran Popović (tandem)        |
| 1992./93. | Goran Popović, Zdenko Kurtović                           |
| 1993./94. | Miomir Meter, Vlado Liović                               |
| 1994./95. | Vlado Liović, Damir Ivanjko                              |
| 1995./96. | Pavo Majer, Miomir Meter                                 |
| 1996./97. | Matej Kasač, Stjepan Bubalo, Goran Popović, Miomir Meter |
| 1997./98. | Goran Popović                                            |
| 1998./99. | Goran Popović, Zvonko Nikšić                             |
| 1999./00. | Zvonko Nikšić, Josip Antolović                           |
| 2000./01. | Zvonko Kolak, Josip Antolović                            |
| 2001./02. | Josip Antolović                                          |
| 2002./03. | Josip Antolović                                          |

## Predsjednici
(nepotpun popis)
| razdoblje     | predsjednik         |  |
| ------------- | ------------------- |  |
| 1923. – 1925. | Ervin Roscher       |  |
| 1925.         | Nikola Wittner      |  |
| 1933.         | Stjepan Borbaš      |  |
| '             | Ignjo Langfelder    |  |
| '             | Ladislav Kraus      |  |
| 1936. – 1937. | Ante Wächtersbach   |  |
| 1939.         | Ljudevit Bingold    |  |
| 1945. – 1946. | Andrija Kocijanović |  |
| '             | Vojislav Lukić      |  |
| '             | Pavao Čanadić       |  |
| '             | Ivan Potkoč         |  |
| '             | Franjo Babić        |  |
| 1966. – 1967. | Ivan Jerbić         |  |
| 1967. – 1968. | Stevan Manula       |  |
| 1968. – 1970. | Franjo Katalenac    |  |
| 1970. – 1972. | Dušan Stanojlović   |  |
| 1972. – 1974. | Marko Novokmet      |  |
| 1974.         | Ante Liović         |  |
| 1975. – 1976. | Božo Smoljo         |  |
| 1976. – 1979. | Marko Novokmet      |  |
| 1979. – 1981. | Zvonko Erak         |  |
| 1981. – 1982. | Šime Čačić          |  |
| 1982.         | Josip Kovačević     |  |
| 1982. – 1983. | Marko Vranješ       |  |
| 1983. – 1984. | Ivan Kurtović       |  |
| 1984. – 1985. | Milenko Lozušić     |  |
| 1985. – 1986. | Vinko Medić         |  |
| 1986. – 1987. | Edo Petrinšak       |  |
| 1987. – 1989. | Boro Grgić          |  |
| 1989. – 1991. | Franjo Pope         |  |
| 1991. – 1994. | Ivan Šunjić         |  |
| 1994. – 1995. | Draško Grebenar     |  |
| 1995. – 1997. | Ivica Vrkić         |  |
| 1997. – 2000. | Željko Mandić       |  |
| 2000. – ?     | Draško Grebenar     |  |
| 2013. – 2015. | Marko Kvesić        |  |
| 2015. – 2021. | Alen Majić          |  |
| 2022. – 2025. | Mario Iličić        |  |

## Poznati igrači
- Tihomir Maletić
- Petar Krpan
- Robert Špehar
- Marijan Nikolić
- Dragan Vukoja
- Ivo Smoje
- Vedran Jugović

## Vanjske poveznice
- Službene stranice  Arhivirana inačica izvorne stranice od 7. rujna 2017. (Wayback Machine) (hrv.)
- Nogometni leksikon
- Profil, HNS Semafor